# Franz Hitz
Franz Hitz (* 1952 in Linz) ist ein österreichischer Grafiker und Maler.

## Leben und Wirken
Hitz studierte ab 1969 an der Kunstschule der Stadt Linz in der Meisterklasse für Malerei bei Alfons Ortner und schloss 1975 mit Diplom ab. Er lebt und arbeitet als Maler und Graphiker in Linz und Wien. Er lebte eine Zeitlang im Egon-Hofmann-Haus und ist Mitglied der Künstlervereinigung MAERZ. Von 1972 bis 1975 war er Mitherausgeber von Umrisse, einer Publikation von Absolventen und Studenten der Kunstschule der Stadt Linz.

## Werke
Werke von Franz Hitz befinden sich in privaten und öffentlichen Sammlungen vorwiegend im Inland und vereinzelt auch im Ausland (Auswahl):
- Idol, Bleistift auf Acryl und Papier (1985)
- Palast der Erinnerung, Graphit auf Papier[2]
- Feminine Landschaft, Graphit auf Papier (1989)[3]
- 2 Bleistiftzeichnungen mit Abstrakter Komposition, angekauft vom Oberösterreichischen Landesmuseum

Kunstsammlung des Landes Oberösterreich
- Idol, Bleistift auf Acryl und Papier (1985)
- mehrere Werke ohne Titel (1990, 1991, 1993)
- Temperlküste, Graphit auf Papier (2002)
- Stein und Fleisch II, Der Tempel der Inschriften, Graphit auf Papier

## Ausstellungen
Der Künstler stellte 1987 und 1989 in privaten Galerien aus und beteiligt sich seit 1987 immer wieder an Gruppenausstellungen, darunter mehrmals in der Galerie MAERZ.